# Paraconotrochus zeidleri
Paraconotrochus zeidleri är en korallart som beskrevs av Stephen D. Cairns och Parker 1992. Paraconotrochus zeidleri ingår i släktet Paraconotrochus och familjen Caryophylliidae. Inga underarter finns listade i Catalogue of Life.